# Irisbus Thesi
Irisbus Thesi − rodzina autobusów międzymiastowych i turystycznych produkowanych przez Kapenę od roku 1999.
Wytwarzana była także wersja Thesi City produkowana w latach 1999-2003 z nielicznymi egzemplarzami oznaczanymi jako Thesi City/Urbanino w latach 2003-2006.